# Elasmossauro
Elasmosaurus foi um gênero de réptil pré-histórico da ordem Plesiosauria (não era um dinossauro) que viveu no fim do período Cretáceo no que corresponde à atual América do Norte. Este réptil, como os outros plesiossauros, vivia em habitat marinho. O Elasmosaurus tinha cerca de quatorze metros de comprimento, dos quais a maior parte correspondia ao pescoço muito longo, que atingia cerca de oito metros. O pescoço era composto por setenta vértebras (mais do que qualquer outro vertebrado) e terminava numa cabeça minúscula de cerca de 60 cm. A partir da dentição deduz-se que o Elasmosaurus era carnívoro e que se alimentava de pequenos peixes e outros animais.
Os primeiros fósseis de Elasmosaurus foram descobertos em 1868 por Edward Drinker Cope. Para além do E. platyurus, há mais sete espécies descritas dentro do género Elasmosaurus.

## Alimentação
A maioria dos Elasmosaurus se alimentava de peixes e moluscos, embora outros deveriam ter se alimentado de invertebrados e outros de outros répteis marinhos. Eles poderiam se aproximar de um cardume de peixes e usar seu grande pescoço para enfiar sua cabeça entre eles.